# Linia kolejowa nr 436
Linia kolejowa nr 436 – pierwszorzędna, zelektryfikowana, jednotorowa linia kolejowa znaczenia państwowego o długości 2,151 km łącząca posterunek odgałęźny Czerwieńsk Południe z posterunkiem odgałęźnym Czerwieńsk Wschód.
Umożliwia ona przejazd pociągów z Zielonej Góry w kierunku Zbąszynka i Poznania Głównego bez konieczności czasochłonnej zmiany czoła pociągu, która odbywała się na stacji Czerwieńsk.
Linia została zbudowana w ramach modernizacji linii kolejowej nr 358 na odcinku Czerwieńsk – Zbąszynek, a koszt inwestycji wyniósł 73,2 mln zł, z czego około 35,7 mln zł zostało sfinansowane z funduszu unijnego. Łącznica oraz dwa posterunki na początku i końcu linii zostały oddane do użytku 9 czerwca 2013, równocześnie z wprowadzeniem letniej korekty rozkładu jazdy.